# Монсі (Нью-Йорк)
Монсі (англ. Monsey) — переписна місцевість (CDP) в США, в окрузі Рокленд штату Нью-Йорк. Населення — 26 954 особи (2020).

## Географія
Монсі розташоване за координатами 41°6′34″ пн. ш. 74°4′37″ зх. д. / 41.10944° пн. ш. 74.07694° зх. д. (41.109477, -74.076972).  За даними Бюро перепису населення США в 2010 році переписна місцевість мала площу 5,92 км², з яких 5,89 км² — суходіл та 0,04 км² — водойми.

## Демографія
Згідно з переписом 2010 року, у переписній місцевості мешкало 18 412 осіб у 3563 домогосподарствах у складі 3270 родин. Густота населення становила 3109 осіб/км².  Було 3836 помешкань (648/км²).
Расовий склад населення:
| - 95,1 % — білих - 2,5 % — чорних або афроамериканців - 0,2 % — азіатів - 0,1 % — корінних американців - 1,5 % — осіб інших рас |

До двох чи більше рас належало 0,6 %. Частка іспаномовних становила 3,6 % від усіх жителів.
За віковим діапазоном населення розподілялося таким чином: 51,2 % — особи молодші 18 років, 43,7 % — особи у віці 18—64 років, 5,1 % — особи у віці 65 років та старші. Медіана віку мешканця становила 17,4 року. На 100 осіб жіночої статі у переписній місцевості припадало 106,0 чоловіків;  на 100 жінок у віці від 18 років та старших — 106,9 чоловіків також старших 18 років.
Середній дохід на одне домашнє господарство  становив 60 572 долари США (медіана — 37 426), а середній дохід на одну сім'ю — 60 849 доларів (медіана — 36 742). Медіана доходів становила 38 859 доларів для чоловіків та 32 188 доларів для жінок. За межею бідності перебувало 46,9 % осіб, у тому числі 54,4 % дітей у віці до 18 років та 17,7 % осіб у віці 65 років та старших.
Цивільне працевлаштоване населення становило 4950 осіб. Основні галузі зайнятості: освіта, охорона здоров'я та соціальна допомога — 44,4 %, фінанси, страхування та нерухомість — 11,0 %, науковці, спеціалісти, менеджери — 9,3 %, роздрібна торгівля — 9,1 %.